# Kolbeinsvik
Kolbeinsvik es una localidad del municipio de Austevoll en la provincia de Hordaland, Noruega. Se ubica en la costa oeste de la isla de Huftarøy, a unos 7 km al noroeste de Vinnes y Husavik. Las islas de Drøna y Rostøy están al norte. En el 2001 tenía 481 habitantes.